# Чертищев, Владимир Сергеевич
Владимир Сергеевич Чертищев  (р. 8 ноября 1940 года, г. Сретенск Читинская область, СССР) — советский партийный деятель. Первый секретарь Тюменского обкома КПСС (1990—1991).

## Образование
В 1964 году окончил Краснодарский политехнический институт.
В 1974 — Тюменский индустриальный институт
В 1985 — Академию общественных наук при ЦК КПСС

## Трудовая деятельность
Трудовую деятельность начинал в 1957 г. слесарем Краснодарского нефтеперерабатывающего завода.
1964—1965 гг. — главный механик консервного комбината, г. Баку Азербайджанской ССР.
1967—1968 гг. — главный инженер хлебокомбината, г. Урай Ханты-Мансийского округа Тюменской области.
1968—1972 гг. — главный инженер головной нефтеперекачивающей станции Шаимского нефтепроводного управления, г. Урай.
1973—1974 гг. — начальник отдела эксплуатации Тюменского управления магистральных нефтепроводов.
1974—1975 гг. — секретарь парткома производственного строительно-монтажного объединения «Сибкомплектмонтаж», г. Тюмень.
1975—1977 гг. — инструктор отдела нефтяной, газовой промышленности и геологии Тюменского обкома КПСС.
1977—1980 гг. — второй секретарь Сургутского горкома КПСС.
1980—1984 гг. — первый секретарь Тобольского горкома КПСС.
1985—1988 гг. — второй, первый секретарь Ашхабадского обкома партии Туркменской ССР.
1988—1990 гг. — председатель Комитета народного контроля Туркменской ССР.
1990—1991 гг. — первый секретарь Тюменского обкома КПСС.
1992—1994 гг. — председатель комитета по организационной работе и внешним связям Союза нефтегазопромышленников РФ, г. Тюмень.
1994—1996 гг. — директор представительства нефтяной компании «Сиданко» в Тюменской области.
В 1996 баллотировался в губернаторы Тюменской области. При голосовании в 1-м туре 22 декабря 1996 г. из семи кандидатов набрал 7,62 % и занял 5 место, победил Л.Рокецкий.
1997—1999 гг. — зам. начальника управления магистральных нефтепроводов, г. Тюмень.
2000—2003 гг. — депутат Государственной Думы РФ, член Комитета ГД по энергетике, транспорту и связи.
С 2007 г. — депутат Тюменской областной Думы.
В 1993 г. был избран первым секретарем Тюменского обкома КПРФ на общественных началах, с 2003 г. руководитель Тюменского областного отделения КПРФ, в 1993—2004 гг. член ЦК КПРФ.